# Феромагнітна рідина

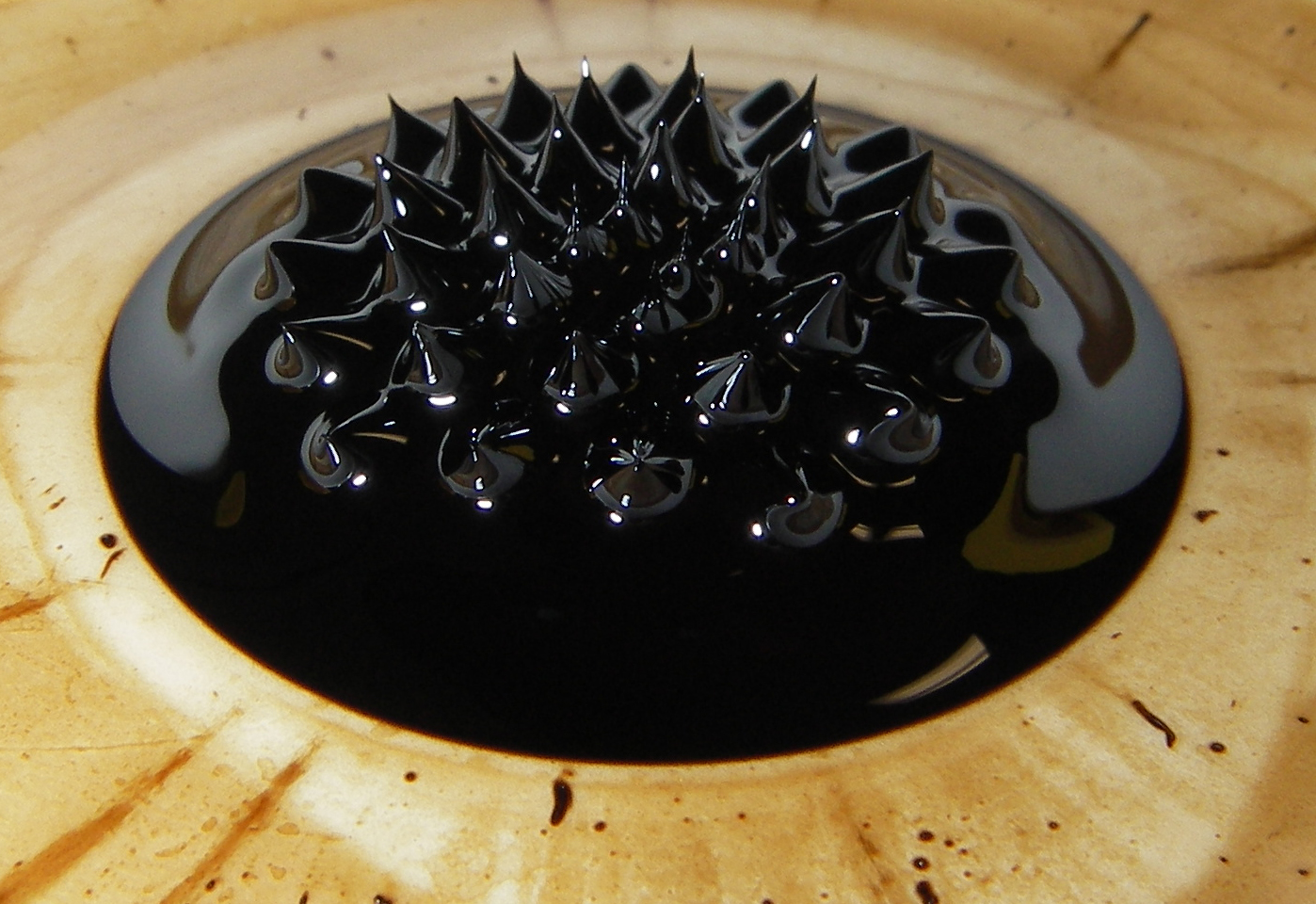
Феромагнітна рідина під впливом неодимового магніту

Феромагні́тна рідина́ (ФМР, магнітна рідина) — рідина, що сильно поляризується в присутності магнітного поля.
Феромагнітні рідини складаються з феромагнітних частинок нанометрових розмірів, що знаходяться у зваженому стані в несучій рідині, якою зазвичай виступає органічний розчинник або вода. Для забезпечення стійкості такої рідини феромагнітні наночастинки зв'язуються з поверхневоактивною речовиною, яка створює захисну оболонку навколо частинки, що перешкоджає їхньому злипанню (внаслідок дії сил ван дер Ваальсових або магнітних сил).
Незважаючи на назву, феромагнітні рідини не проявляють феромагнітних властивостей, оскільки не зберігають залишкової намагніченості після зникнення зовнішнього магнітного поля. Насправді феромагнітні рідини є парамагнетиками, і їх часто називають «суперпарамагнетиками» через високу магнітну сприйнятливість. Дійсно, феромагнітні рідини в наш час[коли?] створити досить складно.
Різниця між феромагнітними та магнітореологічними рідинами (МР рідини) полягає у розмірі феромагнітних частинок. На практиці до складу феромагнітної рідини входять наночастинки, що знаходяться у зваженому стані за рахунок броунівського руху й загалом не будуть осідати за нормальних умов. До складу МР рідин входять частинки мікрометрового розміру, які є досить важкими, щоб підтримуватися у зваженому стані броунівським рухом, тому вони з часом будуть осідати за рахунок сил гравітації внаслідок різної густини частинок та власне рідини. Відповідно, ці дві різного типу рідини мають різне застосування на практиці.
Зображення праворуч демонструє явище утворення регулярних структур на поверхні феромагнітної речовини у вертикальному магнітному полі, яку називають нестабільностю нормального поля. Натискаючи на зображенні можна краще роздивитися це явище.

## У збагаченні корисних копалин
Феромагнітна рідина (ФМР) має складну структуру і є  стійким колоїдним середовищем, яке має не тільки властивості звичайної рідини, але й інтенсивно взаємодіє з магнітними полями. ФМР складається з рідини-носія, частинок феромагнетика і рідини-стабілізатора. Рідина-носій може бути як діамагнетиком, так і парамагнетиком, звичайно це гас, вода або толуол. Магнітні властивості ФМР визначаються властивостями феромагнітних частинок, подрібнених до колоїдних розмірів. Найчастіше використовують тонкодисперсний магнетит крупністю (50 ÷ 200)•10–9 м. Як рідина-стабілізатор в ФМР використовується насичена олеїнова кислота С8Н17СН(СН2)7 СООН, молекули якої обволікають кожну частинку феромагнетика, що перешкоджає їхній коагуляції. 